# Idesbald
Idesbald (zm. 1167) – cysterski mnich i opat w klasztorze w Koksijde. Święty Kościoła katolickiego.

## Biografia
Urodził się we flandryjskiej rodzinie arystokratycznej. Początkowo  był dworzaninem hrabiego Flandrii. W 1135 roku został kanonikiem w Veurne. W 1150 wstąpił do klasztoru cystersów w Koksijde. Od 1155 do 1167 roku pełnił funkcję opata.
Zyskał duży szacunek wśród miejscowej ludności z racji swojej niezwykłej pobożności. 
Po śmierci Idesbald pochowano go w trumnie w klasztornym kościele. W 1624 roku znaleziono jego ciało, które mimo upływu blisko czterystu lat od jego śmierci, nie było dotknięte rozkładem. Kolejna ekshumacja miała miejsce w 1894 roku. Tym razem znaleziono już szkielet.
Obecnie jego relikwie przechowywane są w Brugii.